# فلاسترشپکتاکل
فلاستِرشپِکْتاکل یا پفلاستِرشپِکْتاکل (آلمانی: Pflasterspektakel؛ تلفظ [ˈpflastɐʃpɛkˌtakl̩])، که در زبان آلمانی به معنی «نمایش خیابانی» است، نام یک جشنوارهٔ هنری خیابانی است که همه‌ساله در شهر لینتس (مرکزِ ایالت اوبراسترایش) در اتریش برگزار می‌شود.
این جشنواره مشتمل بر انواع هنرهای موسیقی، ژانگولربازی، حرکات آکروباتیک، پانتومیم، تئاتر بداهه، نمایش دلقکان، رقص آتش، نقاشی، رقص و رژهٔ سامبا و برنامه‌هایِ ویژهٔ خردسالان و کودکان است و هر سال به مدت ۳ روز در ماه ژوئیه در میدان اصلی شهر برگزار می‌شود.
در سال ۲۰۱۰ میلادی، حدود ۴۰۰ هنرمند از بیش از ۴۰ کشور جهان در این جشنوارهٔ هنری حضور داشتند.